# Appendix epiploica
Appendices epiploicae (Singular Appendix epiploica, von lateinisch appendix ‚Anhang‘ und griechisch ἐπίπλοον epiploon ‚Netz‘) sind 1–4 cm lange, frei endende Fortsätze entlang der Taenia libera und Taenia omentalis des Colons (Colon ascendens, transversum, descendens, sigmoideum). Es handelt sich um von Serosa überzogene Fettgewebsauflagerungen. Sie halten die Kapillarität des Bauchhöhlenspalts während der Bewegung der Ausbuchtungen der Dickdarmwand (Haustren) aufrecht.
Erstmals beschrieben wurden die Appendices epiploicae von Andreas Vesalius.

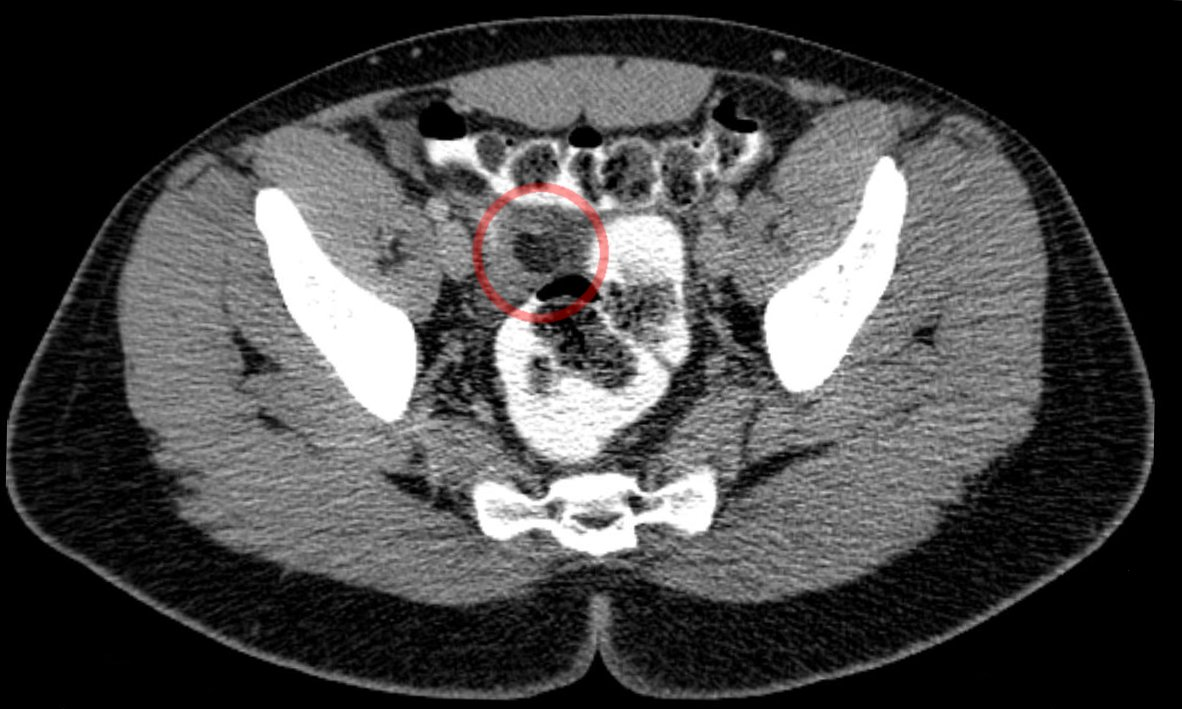
Appendicitis epiploica in der Computertomographie: Das umgebende Fett ist entzündlich verdichtet.

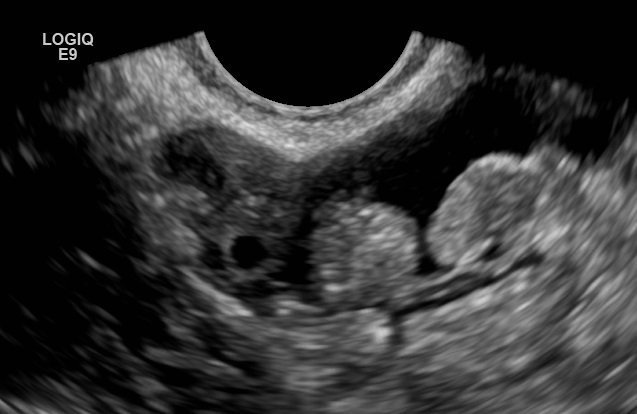
2 normal appendices epiploicae neben einem Eierstock im Ultraschall

In seltenen Fällen kann es zu einer Verdrehung (Torsion) und zu einer Infarzierung dieser Anhängsel kommen, die dann schmerzhaft ist und je nach Lage der betroffenen Appendix mit einer normalen Appendizitis oder auch mit einer Sigmadivertikulitis verwechselt werden kann. Man spricht dann von einer Appendicitis epiploica. Im englischen Sprachraum wird auch von einer Epiploic appendagitis gesprochen, um eine Verwechslung mit der Appendizitis des Wurmfortsatzes zu vermeiden.